# Hala Huty

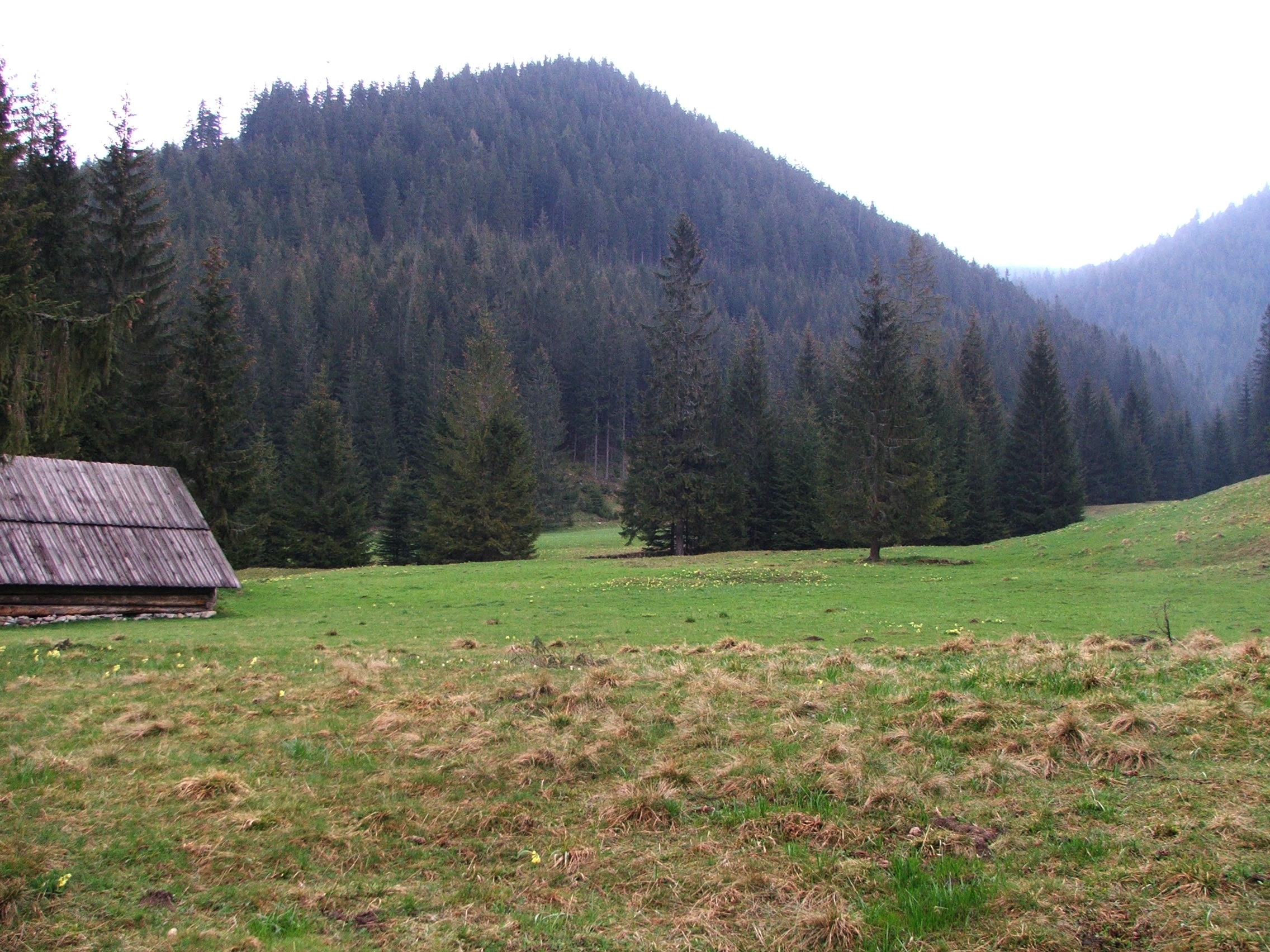
Polana Huciska

Hala Huty – dawna hala pasterska w polskich Tatrach Zachodnich. Wielka encyklopedia tatrzańska wymienia ją w tabeli wśród ośmiu hal w Dolinie Chochołowskiej. Wszystkie te hale są w encyklopedii opisane, z wyjątkiem hali Huty. Opisana jest tylko polana Huciska w Dolinie Chochołowskiej. Hala Huty zapewne obejmowała tę polanę i rejon Doliny Huciańskiej. Władysław Szafer, który również opisał hale tatrzańskie, nie wspomina o hali Huty, wymienia tylko polanę Huciska. Na polanie tej w latach 80. przywrócono wypas owiec (tzw. wypas kulturowy).